# Касерес, Хосе
Хосе Леонардо Касерес Овелар (исп. José Leonardo Cáceres Ovelar; род. 28 апреля 1985[…], Фернандо-де-ла-Мора, Сентраль) — парагвайский футболист, играющий на позиции защитника.

## Клубная карьера
Хосе Касерес начинал свою карьеру футболиста, выступая за скромные парагвайские клубы «Индепендьенте», «Ресистенсия» и «Сильвио Петтиросси». 2008 год он провёл за колумбийскую команду «Депортес Толима». С начала 2009 по середину 2012 года Касерес представлял парагвайский «Спортиво Триниденсе», после чего перешёл в асунсьонский «Насьональ». С последним он стал чемпионом страны и дошёл до финала Кубка Либертадорес в 2014 году.
В январе 2015 года парагваец стал футболистом чилийского «Коло-Коло». 8 апреля того же года он забил свой первый гол в рамках Кубка Либертадорес, отметившись в самой концовке гостевого поединка против мексиканского «Атласа». В январе 2016 года Касерес перешёл в парагвайский «Серро Портеньо».

## Достижения
«Насьональ»
- Чемпион Парагвая: Ап. 2013
- Финалист Кубка Либертадорес: 2014

«Коло-Коло»
- Чемпион Чили: Ап. 2015